# Candoia bibroni
Candoia bibroni —comunament coneguda com a boa de nas bisell de Bibron, boa d'escates de quilla de Bibron, boa de l'arbre del Pacífic o boa de Fiji—és una espècie de boa, un grup de serps no verinoses i constrictores, endèmiques de les illes del sud de l'oceà Pacífic de Melanèsia i Polinèsia. La Candoia bibroni és una de les espècies de serps boid més aïllades i allunyades de la terra, ja que la majoria de les espècies de boa (com la boa constrictor) es troben a les Amèriques i el Carib, o, en el cas de les boas de sorra terrestres, a Àfrica i Euràsia.

## Etimologia
El nom específic, bibroni, és en honor a l'herpetòleg francès Gabriel Bibron.

## Descripció
La C. bibroni és el membre més gran del gènere Candoia; els adults poden arribar a fer fins al metre i mig de llargada total. El patró de color generalment consisteix en un color de fons marró pàl·lid, marró o marró vermellós superposat amb ratlles, taques o taques. Tanmateix, alguns individus no tenen cap patró en absolut.
És un animal vivípar.
És un caçador tant arborícola com terrestre, depreda principalment d'ocells, llangardaixos (com les moltes espècies de dragons insular i escíncids) i petits mamífers, inclosos rosegadors i ratpenats.

## Habitat
La Candoia bibroni es troba al Pacífic Sud, principalment a les illes de Melanèsia i Polinèsia, incloses les illes Salomó orientals (Olu Malau, Ugi, Rennell, Makira, Santa Ana, Santa Cruz, Bellona, Vanikoro i Utupua), illes Banks (Vanua Lava), Vanuatu (Efate, Erromango, Espiritu Santo), les illes Lleialtat (Lifou, Ouvéa, Tiga), Fiji, incloent Kadavu, Rotuma, Ovalau, Taveuni, Mamanuca (Malolo, Mana), les illes Yasawa i Lau—, Tuvalu, Samoa Occidental (Savaiʻi i Upolu) i Samoa Americana (Taʻū).
El seu hàbitat natural preferit és el bosc, a altituds des del nivell del mar fins als 1.600 m.